# Барриу (Алкобаса)
Барриу (порт. Bárrio) — район (фрегезия) в Португалии, входит в округ Лейрия. Является составной частью муниципалитета Алкобаса. По старому административному делению входил в провинцию Эштремадура. Входит в экономико-статистический субрегион Оэште, который входит в Центральный регион. Население составляет 1707 человек на 2001 год. Занимает площадь 15,15 км².